# Formación Aquia
La Formación Aquia es un yacimiento paleontológico del Paleoceno, localizada cerca del río Potomac, en Maryland y Virginia.

## Fósiles encontrados
La variedad de animales hallados es bastante amplia, entre los que destacan:
- Cocodrilos
  - Thecachampsa

- Gasterópodos
  - Turritella

- Rayas
  - Myliobatis

- Tiburones
  - Carcharias hopei
  - Cretolamna
  - Striatolamia striata
  - Squalus

- Tortugas
  - Orden Testudines
  - Trionyx